# Arborophila campbelli
Arborophila campbelli là một loài chim trong họ Trĩ. Loài này sinh sống trong rừng cao nguyên ở bán đảo Mã Lai. Đôi khi chúng được xem như một phân loài của gà so ngực xám .
1. ↑  BirdLife International (2016). "Arborophila campbelli". Sách đỏ IUCN về các loài bị đe dọa. Quyển 2016. tr. e.T22734742A95095981. doi:10.2305/IUCN.UK.2016-3.RLTS.T22734742A95095981.en. Truy cập ngày 17 tháng 12 năm 2021.